# Вайнберг, Моше
Моше (Муни) Вайнберг (нем. Mosche (Muni) Weinberg, ивр. משה ויינברג‎; 19 сентября 1939, Хайфа — 5 сентября 1972, Мюнхен) — израильский борец и тренер по борьбе. В Мюнхенском теракте 1972 года был убит первым из израильской делегации.

## Биография

### Спортивная карьера
Был единственным ребёнком в семье: его отец рано умер, а мать вынуждена была остаться в Германии. Воспитывался у бабушки. Занимался борьбой с юных лет у Эрвина Беккера (тоже выходца из Германии), выступал за команду «Хапоэль» из Хайфы. Благодаря своему таланту Моше стал чемпионом Израиля среди юношей по борьбе, а также в течение 8 лет неизменно становился чемпионом Израиля среди взрослых спортсменов. На Маккабиаде 1965 года он завоевал золотую медаль в среднем весе, а в 1961 году стал бронзовым призёром Игр.
После завершения спортивной карьеры и службы в армии окончил Институт Уингейта и получил квалификацию тренера по борьбе. Работал в борцовском клубе «Хапоэль» (Тель-Авив), сборной Израиля и Институте Уингейта. Одними из его учеников стали Элиэзер Халфин и Марк Славин, отправившиеся в 1972 году в Мюнхен на Олимпийские игры с ним. Был дважды женат (на гимнастке Далии Бибас и Мириам (Мими) Вайнберг), а за месяц до Олимпиады у него родился сын Гури, ставший актёром (его жена — американская актриса Тамми Лорен).

### Теракт в Мюнхене
5 сентября 1972 года в 4:30 утра палестинская террористическая организация «Чёрный сентябрь» пробралась в олимпийскую деревню в Мюнхене и ворвалась в дом 31 на Коннолли-штрассе, где жила израильская делегация. Вайнберг одним из первых вступил в драку с террористами, но был ранен в щёку после выстрела. Пытаясь спасти своих коллег по сборной, Вайнберг привёл их к квартире №3, где находились борцы и штангисты, рассчитывая, что те задержат боевиков, но все жители квартиры №3 также были взяты в заложники. Вайнберг осознанно пропустил квартиру №2, где были спортсмены из Израиля, чтобы дать тем шанс сбежать.
Раненый Вайнберг дождался момента, когда террористы повели атлетов из квартиры №3 в квартиру №1 к судьям, и снова ввязался  в драку с террористами, сломав челюсть и выбив несколько зубов «Бадрану» (Мохаммеду Сафади) и ранив «Иссу» (Люттифа Афифа) ножом для фруктов, но сам погиб, получив очередь в грудь из автомата Калашникова. Тело Вайнберга террористы выбросили на улицу на всеобщее обозрение. Тем не менее Вайнберг ценой своей жизни позволил нескольким атлетам сбежать из деревни и спастись от гибели от рук террористов.

## Память
Гури Вайнберг сыграл роль своего отца в фильме Стивена Спилберга «Мюнхен» 2005 года.